# Xiracaxata
Xiracaxata (em armênio: Շիրակաշատ; romaniz.: Širakašat) foi uma grande cidade do Reino da Armênia situada no gavar (cantão) de Siracena, em Airarate. Localizava-se na margem esquerda do Mavrica, um dos afluentes na margem direita do rio Acuriã, no distrito de Mavraque, na atual província de Carse, na Turquia. Em 591, foi rebatizada Mauricópolis pelo imperador Maurício (r. 582–602), que a designou como capital da província recém-fundada de Armênia Inferior dada sua posição estratégica. No primeiro quartel do século XX, perto de Mavraque, havia uma igreja semidestruída dedicada à Mãe de Deus (Astvacacin), restos de edifícios medievais com inscrições litográficas e um cemitério. Na margem oposta do Mavrica existe a igreja abobadada de Gueguecerta datada do século XIII.